# Park Schinkeleilanden

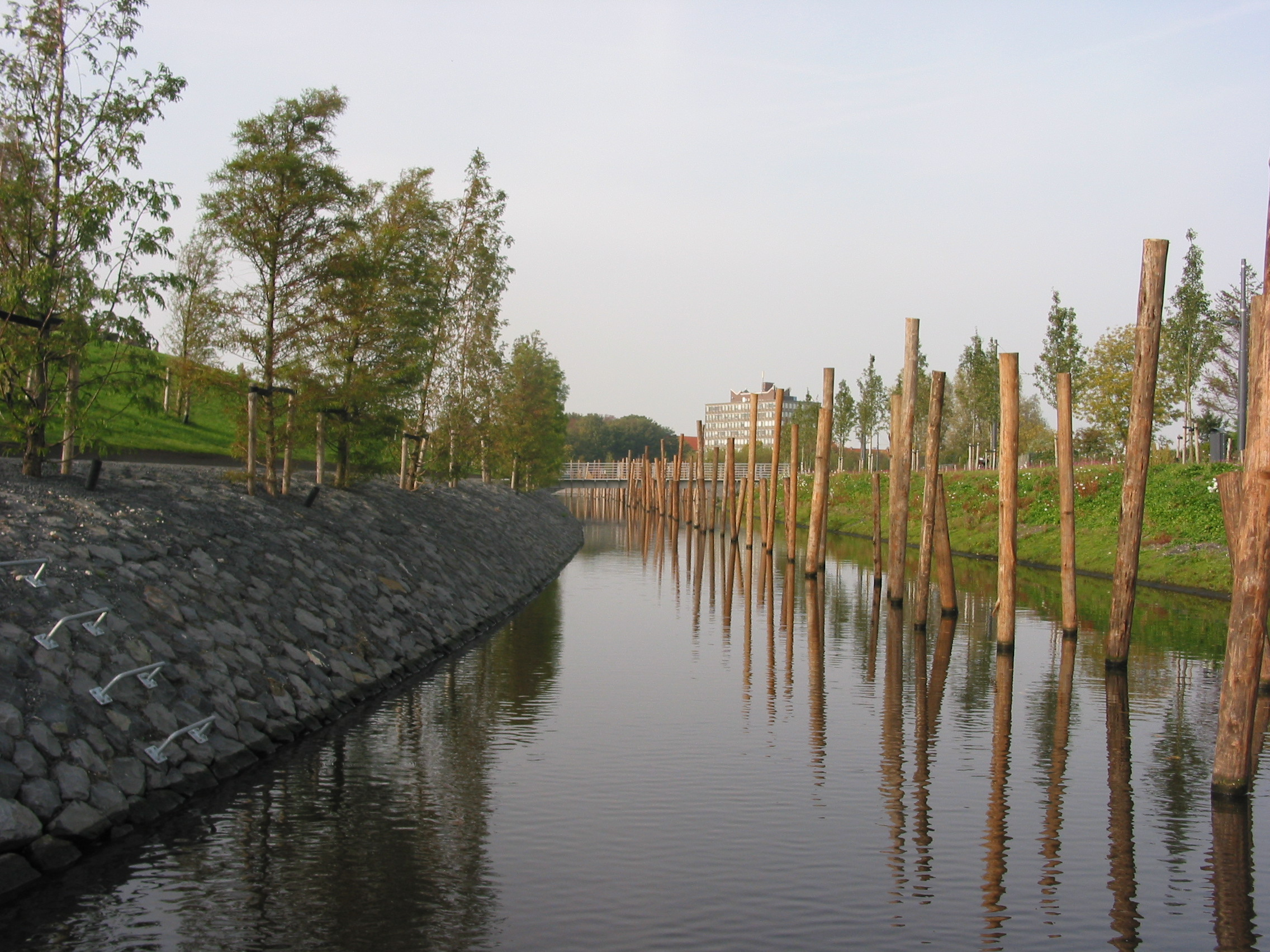
Park Schinkeleilanden

Het Park Schinkeleilanden ligt in Amsterdam-Zuid ten westen van het Olympisch Stadion langs de Schinkel. Vanaf het Olympisch Kwartier is het park via de Jan Wilsbrug te bereiken.
De spoorlijn van het Haarlemmermeerstation in de richting Amstelveen ligt over twee (schier)eilanden tussen de Schinkel en de Stadiongracht. Dit terrein was gedeeltelijk opslagterrein en het zuidelijk deel was sportpark De Schinkel. Ten zuiden van het IJsbaanpad bevond zich de Amsterdamse IJsclub; 's zomers was hier een camping. Sinds 2004 staat hier het Frans Otten Stadion.
Het gebied ten noorden van het IJsbaanpad werd in de periode 2005-2010 nieuw aangelegd. De aanleg van het nieuwe park volgde op de renovatie van het Olympisch Stadion en de bouw van het Olympisch Kwartier. Ten noorden van het Olympiakanaal ligt nu een stadspark, het deel ten zuiden er van is sportpark.
Het Park Schinkeleilanden is ontworpen door het Amsterdamse landschapsarchitectenbureau Sant en Co. Het park bestaat nu uit vier eilanden met ieder een eigen karakter en is bedoeld voor algemene recreatie en sportbeoefening. De Electrische Museumtramlijn Amsterdam vormt de oostelijke begrenzing. Er langs loopt het in 2007 aangelegde Piet Kranenbergpad, een doorgaand fiets- en voetpad, vanaf de Havenstraat bij het Haarlemmermeerstation naar het Amsterdamse Bos.